# Coupe de France 1960/61
Der Wettbewerb um die Coupe de France in der Saison 1960/61 war die 44. Ausspielung des französischen Fußballpokals für Männermannschaften. In diesem Jahr meldeten 1.193 Vereine.
Nach Abschluss der von den regionalen Untergliederungen des Landesverbands FFF organisierten Qualifikationsrunden griffen im Zweiunddreißigstelfinale auch die Erstligisten in den Wettbewerb ein. Titelverteidiger war die AS Monaco, die in diesem Jahr allerdings früh ausschied. Gewinner des Wettbewerbs wurde die Union Athlétique Sedan-Torcy. Für Sedan war es nach 1956 der zweite Gewinn dieser Trophäe, und das in ihrem zweiten Endspiel. Endspielgegner Olympique Nîmes stand nach 1958 gleichfalls in seinem zweiten Finale und verließ den Platz erneut mit einer Niederlage. Dieses negative Erlebnis sollte sich 1996 sogar noch ein drittes Mal wiederholen – wie der Verein aus dem Département Gard überhaupt als „ewiger Zweiter“ gilt, weil er auch in der Division 1 zwar fünfmal Vizemeister wurde, aber noch nie einen Titel gewann. Erfolgreichste Amateurvereine waren die drittklassigen US Faucigny aus Savoyen und die Normannen des SM Caen, die bis zur Runde der besten 16 Mannschaften dabei waren. Noch erfolgreicher schnitten zwei Zweitdivisionäre ab: SO Montpellier und Girondins Bordeaux scheiterten erst im Halbfinale.
Die Teilnehmer des Zweiunddreißigstelfinales wurden anhand einer groben Viertelung des Landes regional vorsortiert und zusammengelost. Ab dem Sechzehntelfinale wurden die Pokalpaarungen frei ausgelost und fanden grundsätzlich auf neutralem Platz statt; die Einnahmen wurden geteilt. Endete eine Begegnung nach Verlängerung unentschieden, wurden solange Wiederholungsspiele ausgetragen, bis ein Sieger feststand.

## Zweiunddreißigstelfinale
Spiele am 15., Wiederholungsmatches am 19. Januar 1961. Die jeweilige Spielklassenzugehörigkeit wird mit D1 bzw. D2 für die beiden Profiligen, CFA für die landesweite sowie DH bzw. PH („Division d’Honneur“ bzw. „Promotion d’Honneur“) für die obersten regionalen Amateurligen angegeben.
| - Olympique Marseille D2 – AS Brignoles DH 1:0 - Racing Paris D1 – Arago Sports Orléans CFA 3:0 - Olympique Nîmes D1 – US La Seyne DH 6:1 - OGC Nizza D1 – AS Cannes D2 2:1 - FC Nancy D1 – RCFC Besançon D2 2:1 n. V. - Girondins Bordeaux D2 – FA Cournon-Le Cendre DH 7:0 - SO Montpellier D2 – AS Bagneaux-Nemours DH 5:0 - US Faucigny CFA – RC Agathois Agde DH 2:0 - AS Monaco D1 – ASP Belfort CFA 1:0 - AS Cherbourg D2 – US Boulogne D2 2:1 n. V. - Olympique Lyon D1 – FC Grenoble D1 2:1 - OSC Lille D2 – AS Corbeil-Essonnes CFA 1:0 - US Forbach D2 – FC Metz D2 0:0 n. V., 2:0 - Stade Français Paris D1 – RC Arras DH 2:0 - SM Caen CFA – RC Lens D1 2:1 n. V. - RC Strasbourg D2 – US Auchel CFA 2:1 | - USM Montargis DH – Stade Rennes UC D1 1:0 - FC Toulouse D1 – FC Limoges D1 0:0 n. V., 2:1 - Olympique Alès D2 – ESCN La Ciotat DH 2:0 - SCO Angers D1 – FC Pau CFA 9:1 - AS Aulnoye DH – AC Cambrai PH 0:0 n. V., 2:0 - US Valenciennes D1 – Le Havre AC D1 3:3 n. V., 3:1 - UA Sedan-Torcy D1 – JA Armentières DH 3:1 - AS Troyes-Savinienne D1 – JS Audun DH 2:1 - Stade Reims D1 – SC Amiens CFA 6:0 - Sporting Toulon D2 – AS Aix D2 2:1 - AS Béziers D2 – CA Paris D2 1:0 - AS Brest CFA – FC Sochaux D2 0:2 - US Saint-Malo DH – US Quevilly CFA 2:1 - AS Saint-Étienne D1 – FC Nantes D2 1:0 - CO Roubaix-Tourcoing D2 – FC Rouen D1 2:0 - SA Rochefort DH – US Saint-Gaudens DH 3:1 |

## Sechzehntelfinale
Spiele am 12., Wiederholungspartien am 19. bzw. 23. Februar 1961
| - Racing Paris D1 – Olympique Marseille D2 3:2 n. V. - Olympique Nîmes D1 – AS Béziers D2 2:1 - OGC Nizza D1 – AS Troyes-Savinienne D1 2:0 - FC Nancy D1 – OSC Lille D2 1:0 - Girondins Bordeaux D2 – SA Rochefort DH 5:2 - SO Montpellier D2 – AS Aulnoye DH 2:0 - US Faucigny CFA – AS Cherbourg D2 3:1 n. V. - Olympique Lyon D1 – SCO Angers D1 1:1 n. V., 4:2 | - SM Caen CFA – US Forbach D2 2:2 n. V., 3:2 - RC Strasbourg D2 – USM Montargis DH 4:0 - Olympique Alès D2 – Sporting Toulon D2 2:0 - UA Sedan-Torcy D1 – FC Toulouse D1 2:1 - Stade Reims D1 – US Saint-Malo DH 5:0 - FC Sochaux D2 – Stade Français Paris D1 3:1 - AS Saint-Étienne D1 – US Valenciennes D1 1:0 - CO Roubaix-Tourcoing D2 – AS Monaco D1 2:1 n. V. |

## Achtelfinale
Spiele am 5. März 1961
| - Racing Paris D1 – Olympique Lyon D1 3:1 - Olympique Nîmes D1 – FC Nancy D1 2:1 - OGC Nizza D1 – CO Roubaix-Tourcoing D2 6:2 - Girondins Bordeaux D2 – SM Caen CFA 3:1 | - SO Montpellier D2 – US Faucigny CFA 4:0 - UA Sedan-Torcy D1 – RC Strasbourg D2 2:0 - Stade Reims D1 – Olympique Alès D2 3:1 - AS Saint-Étienne D1 – FC Sochaux D2 3:1 |

## Viertelfinale
Spiele am 26. März, Wiederholungsmatches am 6. und 12. April 1961
| - Racing Paris D1 – Olympique Nîmes D1 2:3 n. V. - Girondins Bordeaux D2 – AS Saint-Étienne D1 2:2 n. V., 1:1 n. V., 2:0 | - SO Montpellier D2 – Stade Reims D1 2:0 - UA Sedan-Torcy D1 – OGC Nizza D1 2:1 |

## Halbfinale
Spiele am 16., Wiederholungsmatch am 20. April 1961
| - Olympique Nîmes D1 – SO Montpellier D2 2:1 | - UA Sedan-Torcy D1 – Girondins Bordeaux D2 2:2 n. V., 1:0 |

## Finale
Spiel am 7. Mai 1961 im Stade Olympique Yves-du-Manoir in Colombes vor 39.070 Zuschauern
- UA Sedan-Torcy – Olympique Nîmes 3:1 (1:0)

### Mannschaftsaufstellungen
Auswechslungen waren damals nicht möglich.
UA Sedan-Torcy: Pierre Bernard – Zacharie Noah, Thadée Polak, Louis Lemasson – Maryan Synakowski, Guy Hatchi – Emilio Salaber, Marcel Mouchel , Mohamed Salem, Maxime Fulgenzy, Claude Brény
Trainer: Louis Dugauguez
Olympique Nîmes: Alexandre Roszak – Mustapha Bettache, Daniel Charles-Alfred, Jean Bandera – Pierre Barlaguet , Christian Oliver – Alain Garnier, Pires Constantino, Hassan Akesbi, Alphonse Cassar, Bernard Rahis
Trainer: Kader Firoud
Schiedsrichter: Marcel Bois (Tours)

### Tore
1:0 Fulgenzy (16.)

2:0 Brény (74.)

3:0 Salem (82.)

3:1 Constantino (86.)

### Besondere Vorkommnisse
Der Sieger des Wettbewerbs war Frankreichs erster Teilnehmer am neu geschaffenen Europapokal der Pokalsieger. Dort allerdings schieden die Fußballer aus den Ardennen bereits in der Vorrunde gegen Atlético Madrid aus.
Der älteste Spieler dieser Pokalsaison war der fast 47-jährige André Simonyi; inzwischen als Trainer bei der AS Cherbourg tätig, musste er sich in zwei Runden selbst aufstellen, ohne das Ausscheiden seiner Elf gegen die Amateure der US Faucigny verhindern zu können. In Sedans Reihen stand mit Zacharie Noah ein Fußballer, dessen Sohn später noch bekannter werden sollte als sein Vater – wenngleich Yannick dies auch nur im Tennissport erreichte.
Das Finale von 1961 wird häufig als Spiel zwischen „Wildschweinen“ und „Krokodilen“ bezeichnet; dies sind seit Jahrzehnten die jeweiligen Spitznamen von Sedan (les sangliers) bzw. Nîmes (les crocodiles). Sedans Anhänger brachten zu jedem Endspiel, an dem ihr Club beteiligt war – zuletzt 2005 –, eine lebende Bache mit ins Stadion. 1961 hieß die Talisfrau Dora und wurde in einem Sonderwagen der SNCF zwischen Sedan und Paris transportiert; anders als ihre Vorgängerin Dudule 1956 durfte sie den Rasen allerdings nicht betreten. Nîmes’ Fans hingegen brachten lediglich ein ausgestopftes Reptil mit auf die Tribüne.